# Väderstation

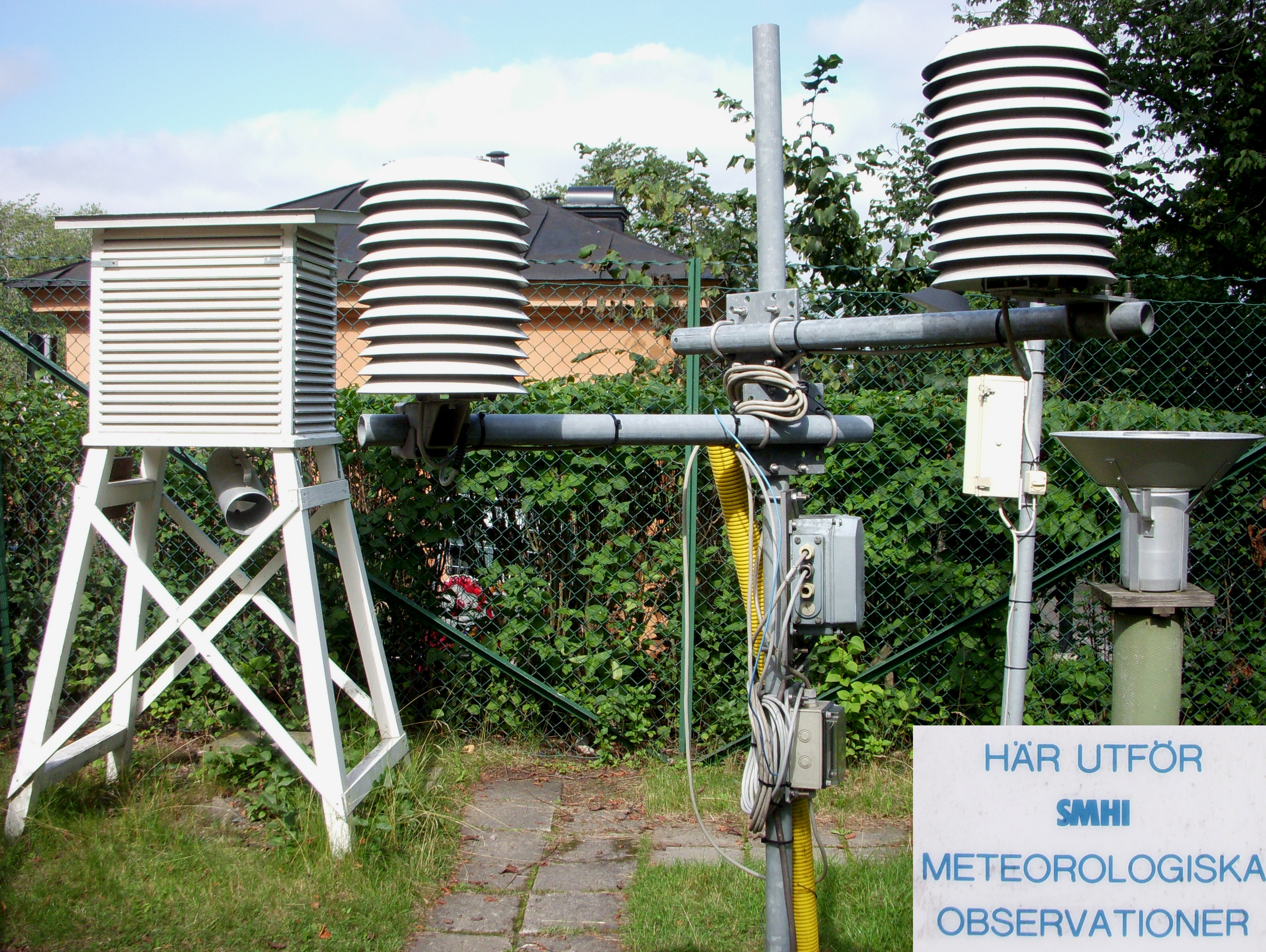
SMHI:s station vid Stockholms gamla observatorium.

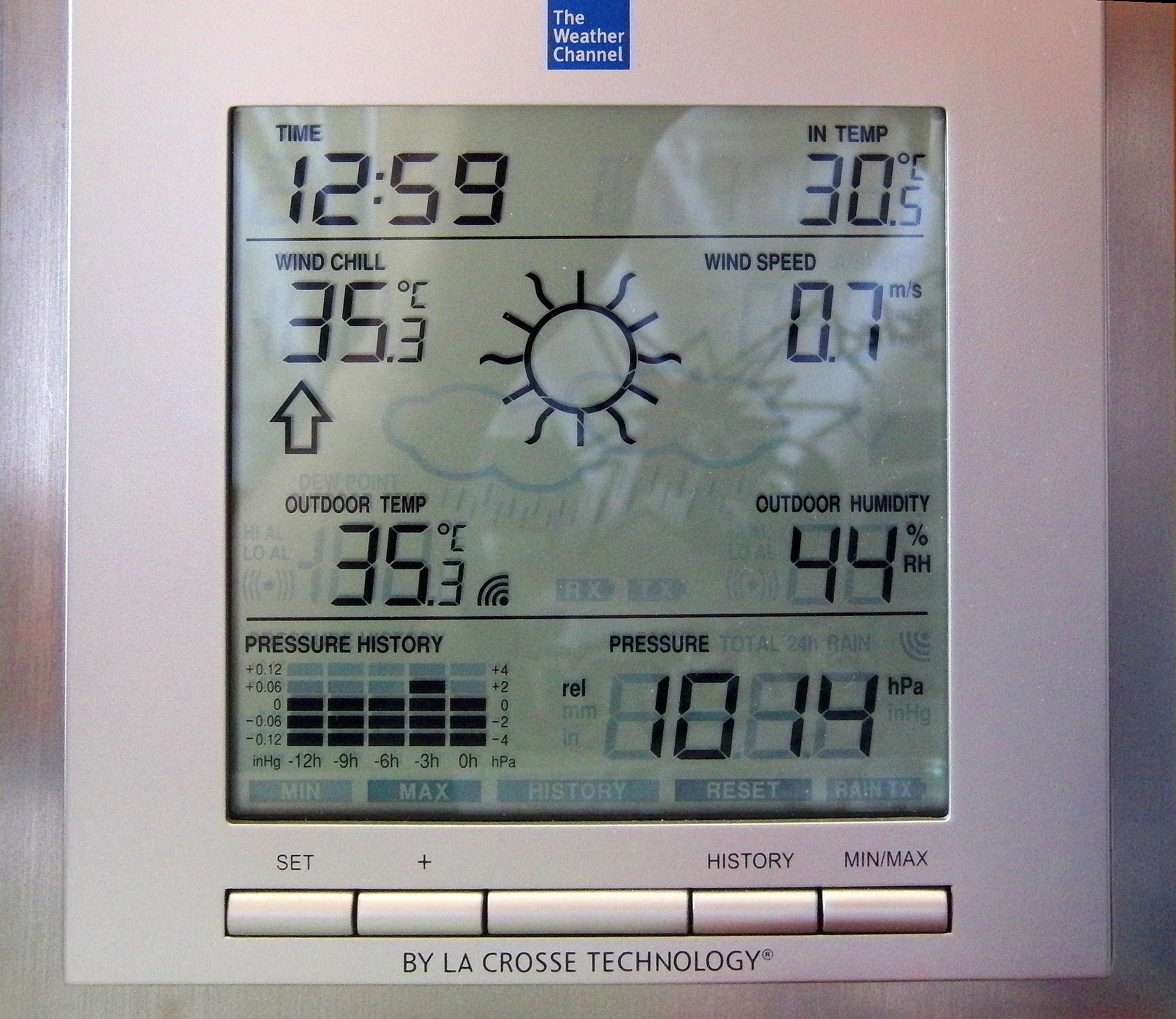
Display till en väderstation för privat bruk.

Väderstation är en mätstation som samlar in väderobservationer, såsom temperatur, nederbörd, lufttryck, luftfuktighet och vind, så kallade synoptiska observationer. Dessa data används vid produktion av väderprognoser, men även för andra ändamål. Väderstationerna var förr bemannade av en väderobservatör, men numera har de flesta automatiserats.
Benämningen "väderstation" används numera även om vissa mätinstrument för privat bruk som med hjälp av beräkningar av mätvärden eller via internetanslutning även kan ge enklare väderprognoser.
En väderstation blev frimärke 1973 till SMHIs 100‑årsjubileum.